# Derroter

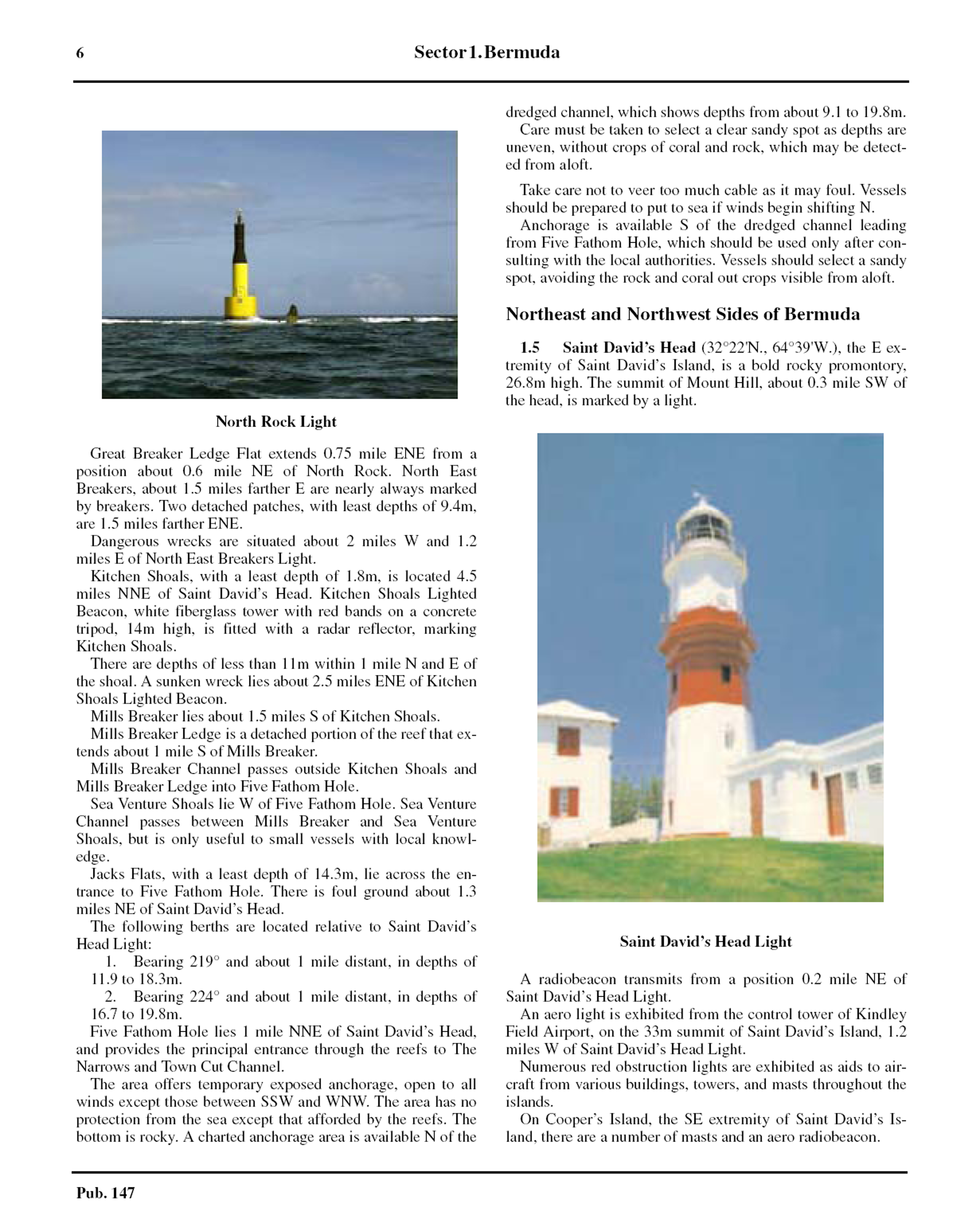
Pàgina 6 del Volum 1 del derroter del Mar Carib, produït per la NGA (SAILING DIRECTIONS-Enroute-Caribbean Sea Vol 1).

Un derroter és una publicació nàutica específica. Consisteix en una obra escrita i il·lustrada, que descriu les costes, baixos, senyalitzacions (boies, fars, balises, etc.), perfils visuals de les costes, perills, formes de navegació convenients, ports i terminals, etc., per informació - indispensable - del navegant. Cal tenir en compte que el navegant té freqüentment com a destinació llocs on mai no ha anat. La majoria dels països tenen derroters de les pròpies costes, de vegades en diversos volums. Tots els vaixells han de portar reglamentàriament els derroters. Els vaixells mercants habilitats per a la navegació d'ultramar (és a dir, gairebé tots els vaixells de port), tenen l'obligació de tenir a bord derroters de tot el món, que es guarden en la Cambra de derrota.

## Història
La redacció de derroters va precedir, per la major facilitat en la transmissió oral dels coneixements, a la confecció de les primeres Cartes nàutiques. S'esmenta l'existència d'aquest tipus de documents des de la més remota antiguitat, però els que han arribat a les nostres mans daten del segle vi aC a través de còpies posteriors. Aquests redaccions són els periples.
| «                                      | .. La navegació costanera era per als marins de l'antiguitat la més habitual. Abans que una carta nàutica, que podria ser emprada per navegar entre dos ports travessant un mar desconegut, sense rutes marcades, era més útil per a ells una informació escrita sobre el mar que efectivament anaven a navegar i les costes que havien de recórrer, una descripció dels ports, els bancs, els corrents, els vents i els ancoratges apropiats .... | » |
| — Edward Luther Stevenson, PH.D., 1911 | |   |

De fet, totes les expedicions d'exploració marítima dels fenicis van tenir aquesta característica

## Derroters notables
Des del punt de vista de la definició general (que especifica que un derroter és un conjunt escrit de descripcions, detalls geogràfics i ajuts a la navegació) hi ha moltes obres antigues que es poden classificar com a derroters. En cada cas la designació d'un document concret pot variar (periple, “compasso”, “routier”, “roteiro”, “rutter”, ...).
La utilitat actual dels derroters antics és pràcticament nul·la. D'altra banda, la seva consulta pot proporcionar moltes dades interessants.

### Llista representativa ordenada cronològicament
- Ora maritima
- Periple de Pseudo-Scylax
- Periple de la Mar Eritrea
- Periple del Pont Euxí

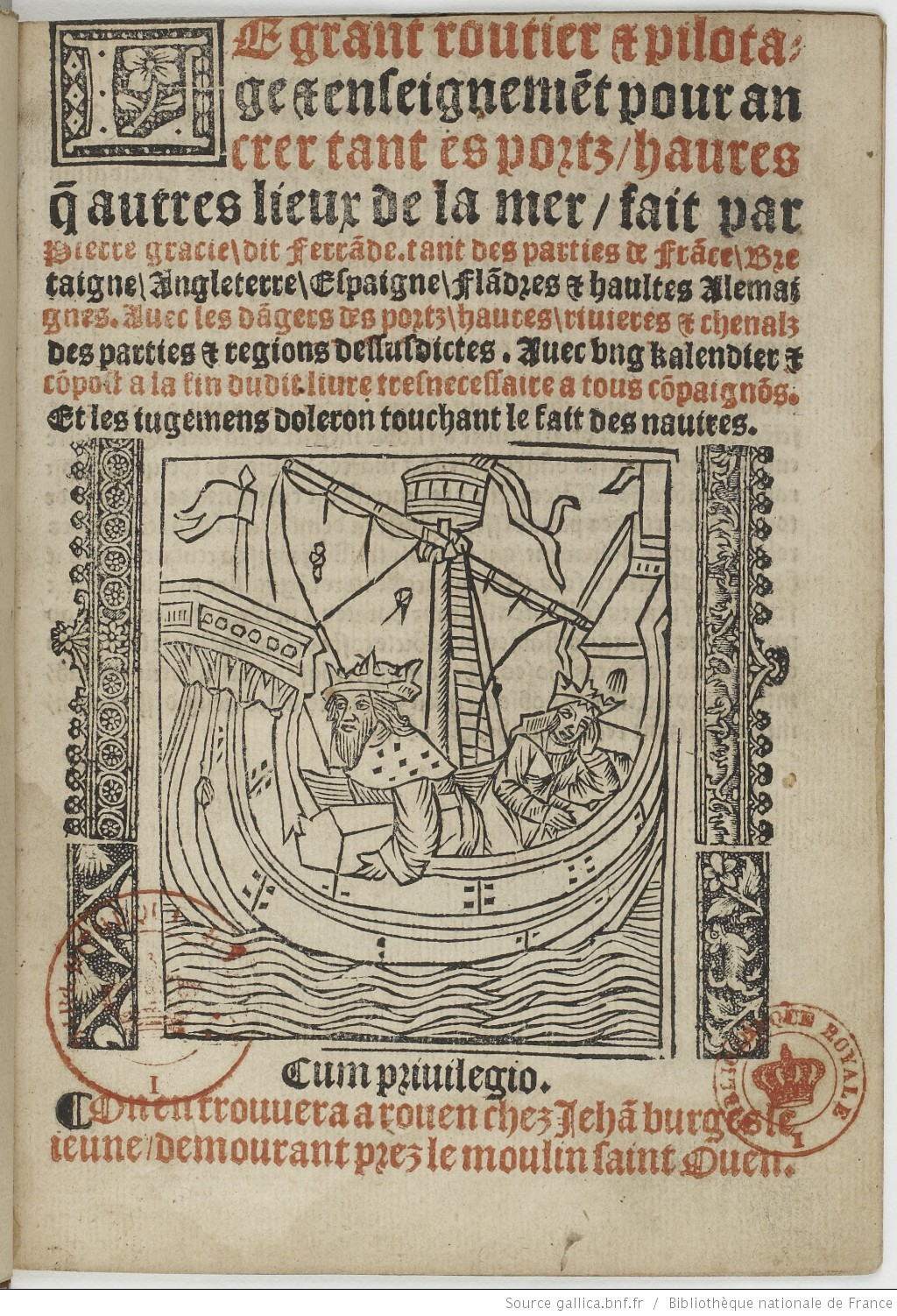
Portada de Le Grant Routier de Pierre Garcie. Edició de 1531. (Vegeu que l'autor és anomenat Pierre Gracie.

- Liber de existencia riveriarum et Forma Maris Nostri Mediterranei.[4][5]
- Il compasso da navigare.[6][7]
- Grant Routtier et pilotage de la mer.[8]
- Das Seebuch von Karl Koppmann.[9]
- Esmeraldo de Situ Orbis (c. 1509, de Duarte Pacheco Pereira).[10][11]

- Livro de Marinharia (c. 1514, de João de Lisboa).[12]
- 1541. Roteiro em que se contem a viagem que fizeram os Portuguezes no anno de 1541: partindo da nobre cidade de Goa atee Soez. João de Castro.
- Reysgheschrift vande navigatien der Portugaloysers in Orienten (1595, Jan Huygen van Linschoten).[13][14]
- 1631. Derrotero universal desde el Cabo de San Vicente, en el Mar Océano, costeando Cartagena, Cataluña, Francia, Nápoles, Golfo de Venecia, Archipiélago de Levante, Caramania, Natolia, Suria, Egipto, Nilo, volviendo por Berbería hasta Cabo Cantín, Islas de Sicilia, Cerdeña, Mallorca, Candía, Chipre. Alonso de Contreras.

| «                      | ... De Tarragona a Barcelona se corre grego 4 a levante. Hay doce leguas. Tiene un muelle cuya travessia es mala. Hay 9 leguas a la banda de poniente está Monjuí en un monte alto con una torre encima. Es mala playa. De Cartagena a Barcelona hay 90 leguas... | » |
| — Alonso de Contreras. | |   |

- 1781. Derrotero de las costas de España en el Mediterráneo, y su correspondiente de Africa para inteligencia y uso ias cartas esféricas. Vicente Tofiño de San Miguel.[15]
- 1826. The new sailing directions for the Mediterranean sea ... John Purdy.[16]

## Edicions globals
Alguns països editen derroters de tot el planeta, com el Servei Hidrogràfic del Regne Unit que consta de 72 volums. Aquesta publicació es diu Sailing Directions. Solament la part corresponent al Carib consta de dos toms. El Vol.1, que es posa com a exemple, consta de 180 pàgines. Val esmentar que la denominació habitual (i inclusa impresa a la tapa) d'aquestes publicacions és "Pilot", encara que aquest terme no és considerat encara en la desambiguació en anglès (ni en Wikipedia ni en Wictionary). L'Agència Nacional d'Intel·ligència-Geoespacial (NGA) és l'òrgan en Estats Units que edita aquesta publicació. La NGA té dos grups de publicacions:
- les "Sailing Directions Enroute"[20] que inclouen informació detallada de les costes i arribo als ports de tot el món, les quals suplementen la informació que es dona en les cartes de major escala de l'àrea. Cada publicació es divideix en regions geogràfiques, anomenades sectors, que contenen informació sobre els vents, corrents, gels, perills, característiques particulars i ports, com així també la indicació de les cartes nàutiques que hi ha per a l'àrea. En total són 40 volums. La seva distribució en regions es mostra a la figura.

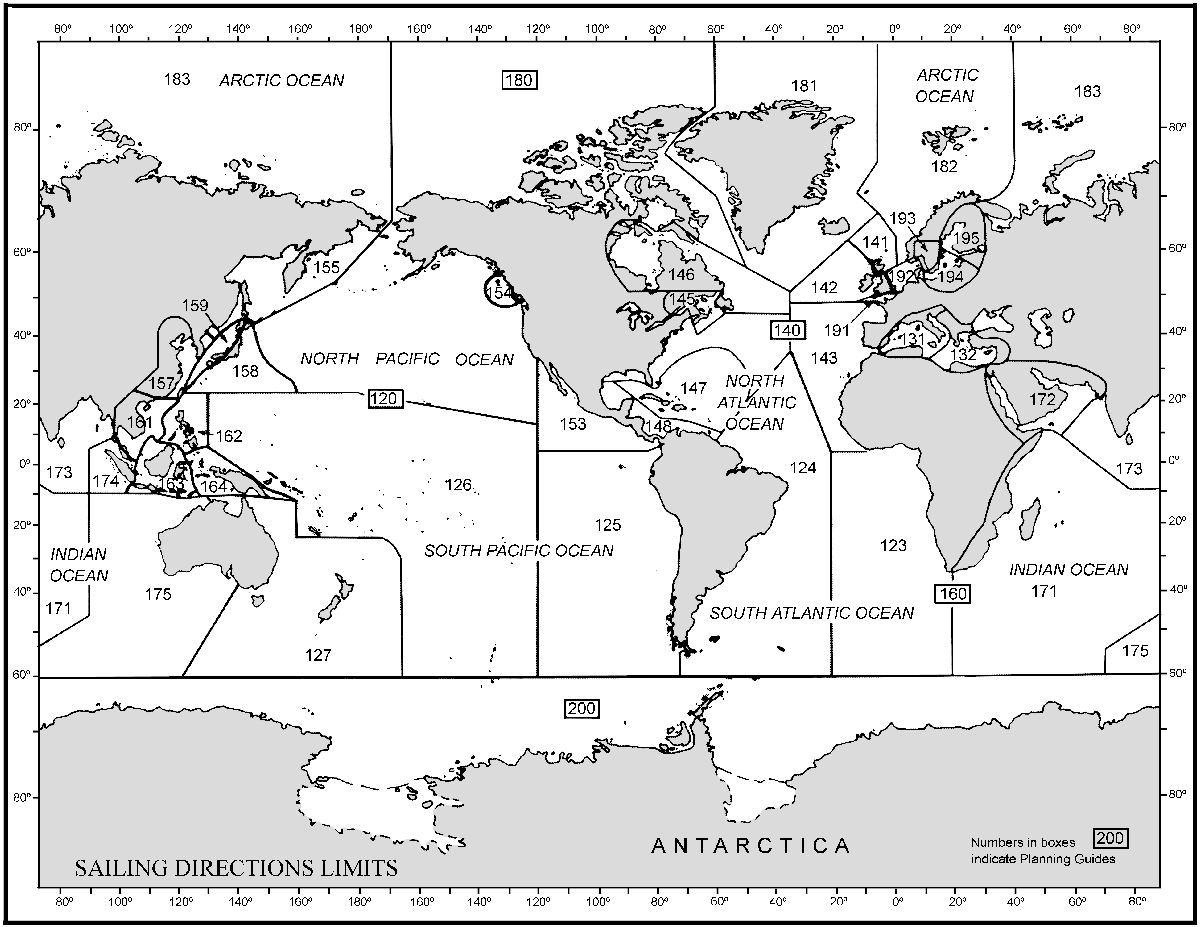
Àrees cobertes per les 37 publicacions "Sailings Directions Enroute" de la NGA.

Paral·lelament s'edita la publicació "The United States Coast Pilot", que informa amb més detall que en les "Sailing Directions Enroute", exclusivament sobre les costes i ports dels Estats Units i els Grans Llacs. Són 9 toms els límits es mostren a sota.

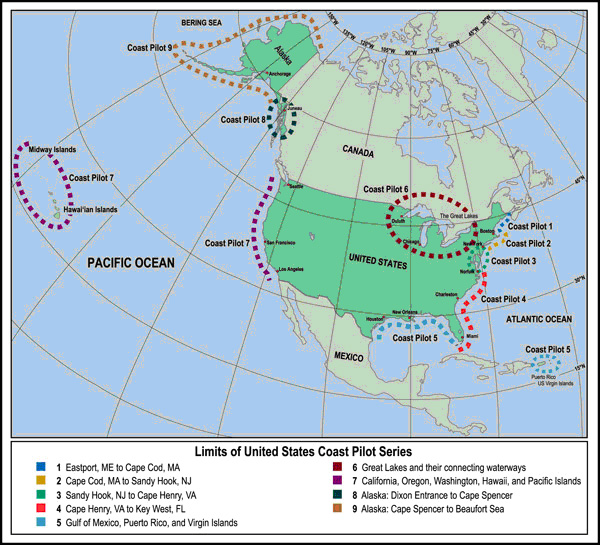
Àrees cobertes per les 9 publicacions "US Coast Pilots" de la NGA.

## Edicions nacionals
Com es va esmentar, molts països tenen derroters de les seves pròpies costes. Aquests són molt més detallats que els derroters globals. En general els vaixells d'aquesta bandera tenen l'obligació de tenir-los. Els capitans de vaixells que naveguen amb molta freqüència per les costes de determinat país, es proveeixen moltes vegades dels derroters locals.
Com a exemple, Hi ha els derroters d'Espanya, reunits en sis volums.

## Actualitzacions
Òbviament, cada dia sorgeixen una quantitat de novetats que afecten la informació d'aquestes publicacions: nous relleus hidrogràfics, informacions dels navegants, instal·lació de noves terminals i ports, novetats en la senyalització (fars, boies o balises apagades, agregades, canviades de posició, etc.), naufragis, obstruccions a la navegació per diverses operacions (dragatge, operació de bussos, etc.). Aquestes novetats registren periòdicament en els Avisos als Navegants. A les publicacions nàutiques dels Estats Units aquest fullet és setmanal i es denomina Notice to Mariners. Al Regne Unit: Notices to Mariners.

## Formats digitals
L'adveniment de les publicacions nàutiques en format digital (DNP- Digital Nautical Publications) ha agilitat la tasca de consulta de les mateixes i la seva actualització.